# Heikki Ikola
Heikki Ikola, född 9 september 1947 i Jurva, är en finländsk före detta skidskytt.
Ikola blev olympisk silvermedaljör på 20 kilometer vid vinterspelen 1976 i Innsbruck.